# Chitignano
Chitignano là một đô thị ở tỉnh Arezzo trong vùng Toscana, tọa lạc khoảng 50 km về phía đông của Florence và khoảng 20 km về phía bắc của Arezzo. Tại thời điểm ngày 31 tháng 12 năm 2004, đô thị này có dân số 996 người và diện tích là 14,7 km².
Chitignano giáp các đô thị sau: Caprese Michelangelo, Chiusi della Verna, Subbiano.